# Lobsang Jinpa
Lobsang Jinpa was een 19e-eeuws Tibetaans geestelijke.
Hij was de negenenzeventigste Ganden tripa van ca. 1869 tot ca. 1874 en daarmee de hoofdabt van het klooster Ganden en hoogste geestelijke van de gelugtraditie in het Tibetaans boeddhisme.
Lobsang Jinpa werd geboren in Nangzang in Kham in het begin van de 19e eeuw. In zijn jeugd trok hij naar Lhasa en schreef zich in bij het Shartse-college van het Gandenklooster. Daar bestudeerde hij de belangrijkste onderdelen van het Gelug-curriculum en behaalde de hoogste graad van Geshe Lharampa na de examens gedurende het Monlam gebedsfestival.
Daarna volgde Lobsang Jinpa aan het Gyuto-college in Lhasa een tantrastudie. Aansluitend vervulde hij diverse functies aan dat college, onder andere dat van abt. Met deze ervaring kon hij terug naar Ganden om abt te worden van het Shartse-college, een van de twee posities die beurtelings de Ganden tripa leverden. In 1867 werd hij troonhouder of hoogste abt van Ganden, wat hij bleef tot 1870, gedurende vier jaar. Omdat een periode van zeven jaar gebruikelijk was, wordt aangenomen dat hij overleed voordat deze termijn was verstreken.